# Championnat de Cuba de football 1999-2000
Navigation
Saison 1998 Saison suivante
La saison 1999-2000 du Championnat de Cuba de football est la quatre-vingt-cinquième édition du Campeonato Nacional de Fútbol, le championnat de première division à Cuba. Il met aux prises les équipes représentant les provinces de l'île. Il n'y a donc ni promotion, ni relégation en fin de saison.
La compétition comporte trois phases : 
- Les seize équipes sont réparties en quatre groupes de quatre (groupes A, B, C et D). Chacune dispute quatorze rencontres (deux contre celles de son groupe et deux contre les membres d'un autre groupe) et les deux premiers de chaque groupe poursuivent la compétition.
- Les huit qualifiés sont regroupés au sein d'une poule unique, l'Octogonal. Elles se rencontrent deux fois, à domicile et à l'extérieur. Les quatre premiers se qualifient pour la phase finale.
- La phase finale voit les quatre formations encore en lice s'affronter en matchs à élimination directe (demi-finales et finale), en rencontres aller et retour.

C'est le FC Pinar del Río qui remporte la compétition cette saison après avoir battu en finale le tenant du titre, le FC Ciudad de La Habana. Il s'agit du cinquième titre de champion de Cuba de l'histoire du club.

## Les clubs participants
- FC Villa Clara
- FC Cienfuegos
- FC Ciudad de La Habana
- FC Pinar del Río
- CF Camagüey
- FC Provincia La Habana
- FC Matanzas
- FC Isla de la Juventud
- FC Ciego de Ávila
- FC Industriales
- FC Sancti Spíritus
- CF Granma
- FC Guantánamo
- FC Holguín
- FC Santiago de Cuba
- FC Las Tunas

## Compétition
Le barème de points servant à établir les différents classements se décompose ainsi :
- Victoire : 3 points
- Match nul puis victoire aux tirs au but : 2 points
- Match nul puis défaite aux tirs au but : 1 point
- Défaite : 0 point

### Première phase
| Rang | Équipe                  | Pts | J  | G  | N   | P  | Bp | Bc | Diff |
| ---- | ----------------------- | --- | -- | -- | --- | -- | -- | -- | ---- |
| 1    | FC Ciudad de La HabanaT | 36  | 14 | 11 | 1/1 | 1  | 32 | 6  | +26  |
| 2    | FC Pinar del Río        | 24  | 14 | 6  | 3/0 | 5  | 16 | 14 | +2   |
| 3    | FC Provincia La Habana  | 17  | 14 | 4  | 2/1 | 7  | 17 | 22 | -5   |
| 4    | FC Isla de la Juventud  | 4   | 14 | 0  | 1/2 | 11 | 8  | 47 | -39  |

| Rang | Équipe          | Pts | J  | G | N   | P | Bp | Bc | Diff |
| ---- | --------------- | --- | -- | - | --- | - | -- | -- | ---- |
| 1    | FC Villa Clara  | 30  | 14 | 9 | 1/1 | 3 | 36 | 12 | +24  |
| 2    | FC Matanzas     | 21  | 14 | 6 | 1/1 | 6 | 18 | 18 | 0    |
| 3    | FC Cienfuegos   | 19  | 14 | 4 | 2/3 | 5 | 15 | 21 | -6   |
| 4    | FC Industriales | 17  | 14 | 4 | 1/3 | 6 | 10 | 12 | -2   |

| Rang | Équipe             | Pts | J  | G | N   | P | Bp | Bc | Diff |
| ---- | ------------------ | --- | -- | - | --- | - | -- | -- | ---- |
| 1    | CF Camagüey        | 29  | 13 | 7 | 3/2 | 1 | 16 | 8  | +8   |
| 2    | FC Ciego de Ávila  | 27  | 14 | 8 | 1/1 | 4 | 25 | 10 | +15  |
| 3    | FC Sancti Spíritus | 25  | 14 | 6 | 3/1 | 4 | 17 | 15 | +2   |
| 4    | FC Las Tunas       | 18  | 14 | 5 | 1/1 | 7 | 19 | 23 | -4   |

| Rang | Équipe              | Pts | J  | G | N   | P | Bp | Bc | Diff |
| ---- | ------------------- | --- | -- | - | --- | - | -- | -- | ---- |
| 1    | FC Santiago de Cuba | 19  | 13 | 5 | 1/2 | 5 | 12 | 9  | +3   |
| 2    | FC Holguín          | 19  | 14 | 5 | 1/2 | 6 | 18 | 20 | -2   |
| 3    | CF Granma           | 17  | 14 | 4 | 2/1 | 7 | 10 | 17 | -7   |
| 4    | FC Guantánamo       | 11  | 14 | 3 | 0/2 | 9 | 10 | 25 | -15  |

|  | Qualification pour l'Octogonal |
|  | T : Tenant du titre            |

- La rencontre entre le CF Camagüey et le FC Santiago de Cuba n'a pas été disputée.

### Octogonal
| Rang | Équipe                  | Pts | J  | G  | N   | P  | Bp | Bc | Diff |
| ---- | ----------------------- | --- | -- | -- | --- | -- | -- | -- | ---- |
| 1    | FC Ciudad de La HabanaT | 34  | 14 | 10 | 1/2 | 1  | 29 | 13 | +16  |
| 2    | CF Camagüey             | 25  | 14 | 4  | 5/3 | 2  | 8  | 10 | -2   |
| 3    | FC Pinar del Río        | 24  | 14 | 6  | 2/2 | 4  | 15 | 9  | +6   |
| 4    | FC Holguín              | 24  | 14 | 5  | 3/3 | 3  | 12 | 9  | +3   |
| 5    | FC Villa Clara          | 23  | 14 | 7  | 0/2 | 5  | 22 | 9  | +13  |
| 6    | FC Ciego de Ávila       | 19  | 14 | 3  | 5/0 | 6  | 20 | 16 | +4   |
| 7    | FC Santiago de Cuba     | 14  | 14 | 4  | 0/2 | 8  | 14 | 24 | -10  |
| 8    | FC Matanzas             | 5   | 14 | 1  | 0/2 | 11 | 5  | 35 | -30  |

|  | Qualification pour la phase finale |
|  | T : Tenant du titre                |

### Phase finale

#### Demi-finales
| Équipe 1         | Résultat | Équipe 2               | Aller | Retour |
| ---------------- | -------- | ---------------------- | ----- | ------ |
| FC Holguín       | 0 - 3    | FC Ciudad de La Habana | 0 - 1 | 0 - 2  |
| FC Pinar del Río | 1 - 0    | CF Camagüey            | 1 - 0 | 0 - 0  |

#### Match pour la troisième place
| Équipe 1   | Résultat      | Équipe 2    | Aller | Retour |
| ---------- | ------------- | ----------- | ----- | ------ |
| FC Holguín | 1 - 1 1-3 tab | CF Camagüey | 0 - 1 | 1 - 0  |

#### Finale
| Équipe 1         | Résultat | Équipe 2               | Aller | Retour |
| ---------------- | -------- | ---------------------- | ----- | ------ |
| FC Pinar del Río | 2e - 2   | FC Ciudad de La Habana | 0 - 1 | 2 - 1  |

## Bilan de la saison
| Championnat de Cuba de football 1999-2000 |                             |
| Champion                                  | FC Pinar del Río (5e titre) |
| Qualifications continentales              |                             |
| CFU Club Championship 2000                | Aucun                       |
| Promotions et relégations                 |                             |
| Promus en Campeonato Nacional             | Aucun                       |
| Relégués                                  | Aucun                       |